# Joaquín Ventura
Joaquín Alonso Ventura (La Unión, 1956. október 27. – ) salvadori válogatott labdarúgó.

## Pályafutása

### Klubcsapatban
1974 és 1980, illetve 1982 és 1988 között az Águila játékosa volt, melynek tagjaként négy salvadori bajnoki címet (1976, 1977, 1983, 1988) szerzett és 1976-ban megnyerte a CONCACAF-bajnokok kupáját. 1980 és 1982 között a Santiagueño csapatában játszott. 

### A válogatottban
1980 és 1982 között szerepelt a salvadori válogatottban. Részt vett az 1982-es világbajnokságon, ahol a salvadoriak összes mérkőzésén kezdőként lépett pályára.

## Sikerei
Águila
- Salvadori bajnok (4): 1975–76, 1976–77, 1983, 1987–88
- CONCACAF-bajnokok kupája (1): 1976